# Westlife
Westlife («Уэстлайф») — вокальная поп-группа (бой-бэнд) из Ирландии, которая в промежутке между 1999 и 2006 годами четырнадцать раз выходила на первое место в британских чартах. Это третье достижение в истории, после Элвиса Пресли и The Beatles. Несмотря на столь оглушительный успех, группа относительно малоизвестна за пределами стран Британского Содружества.
Группа была создана в Дублине менеджерами популярного бой-бэнда Boyzone при участии его солиста, Ронана Китинга. После распада Boyzone в 2000 году, Westlife, как преемники этой группы, фактически заняли место Boyzone в качестве главных кумиров подростковой женской аудитории в Ирландии и Великобритании. Они установили невероятный рекорд — все семь их первых синглов дебютировали в Великобритании на первом месте.
19 октября 2011 года Westlife объявили о завершении своей музыкальной карьеры после окончания прощального тура в 2012 году.
3 октября 2018 года участники группы объявили о своём воссоединении.

## Начало
История группы берёт своё начало в ирландском городке Слайго. Шейн Файлан, Марк Фихили, Киан Иган — будущие участники Westlife, вместе со школьными приятелями: Дерриком Лэйси, Грэхэмом Кейроном и Майклом Гарретом основали вокальную группу I.O.U. Концерты местного масштаба и сингл «Together Girl Forever» не принесли значимого успеха, но помогли музыкантам обратить на себя внимание Луиса Уолша, менеджера Boyzone. Он и Саймон Коуэлл, известный по работе с бой-бэндом Five, начали поддержку молодой группы. Однако без перемен не обошлось. Деррик, Грэхэм и Майкл покинули коллектив. На их место пришли Брайан Макфадден (до этого участник группы Cartel, выступавшей, в основном, в дублинских пабах) и Никки Бирн — (бывший вратарь молодёжного состава футбольной команды Лидс Юнайтед). Бой-бэнд, названный Westside, позднее переименованный в Westlife (первоначальное название не являлось уникальным), начал своё восхождение к вершинам музыкального Олимпа.

## От первой музыкальной записи к записи в Книге рекордов Гиннесса (1998—2002)
Первый прорыв состоялся в 1998 году, когда группа получила возможность выступить на разогреве у Boyzone и Backstreet Boys на дублинских концертах этих поп-команд, что, в итоге, помогло парням из Westlife выиграть свою первую музыкальную награду как «лучшему новому гастрольному коллективу» на церемонии награждения журнала Smash Hits.
Выход первой записи состоялся в марте 1999 года: сингл «Swear It Again» на две недели возглавил чарты Великобритании и Ирландии и неплохо проявил себя в Новом Свете, получив золотой статус в США. «If I Let You Go», второй сингл группы, возглавил хит-парады Туманного альбиона в августе. В октябре 1999 года песня «Flying Without Wings», вышедшая в качестве третьего сингла и ставшая очередным хитом № 1 в Британии, получила награду «Запись года» на ITV. Кроме того, песня была включена в официальный саундтрек анимационного фильма «Покемон 2000».
«Westlife» — первый альбом ирландцев вышел в ноябре 1999 года и достиг 2 места официального чарта Великобритании. Следом, рождественский сингл «I Have A Dream»/«Seasons In The Sun», который был подготовлен к релизу в декабре 1999 года, на четыре недели возглавил британский хит-парад и стал для группы четвёртым синглом № 1. «Fool Again» — пятый и последний сингл из дебютного альбома, вышедший в марте 2000 года, продолжил традицию предшественников, взлетев на вершину хит-парада Великобритании. Пятью месяцами позднее — в августе Westlife в дуэте с Мэрайей Кэри записывает кавер на песню Фила Коллинза «Against All Odds». Вышедшая как сингл, эта песня становится уже шестым хитом № 1 бой-бэнда. В октябре 2000 года песня «My Love», вторая «Запись года» группы и седьмой сингл № 1 подряд, принесла ирландцам место в Книге рекордов Гиннесса, как исполнителям, первые 7 синглов которого, возглавили официальный хит-парад Великобритании.
6 ноября 2000 года музыканты из Westlife выпускают второй альбом — «Coast To Coast». С продажами более 234000 копий в первую неделю, релиз возглавил британский чарт, не оставив ни шанса новому альбому Spice Girls. «Coast To Coast», с мировыми продажами более 8 миллионов экземпляров, стал самым успешным альбомом группы. Через полторы недели после выхода новой пластинки Westlife признаётся «лучшей группой Великобритании и Ирландии» по версии MTV Europe Music Awards.
Восьмому синглу Westlife — «What Makes a Man» — пришлось довольствоваться лишь вторым местом в чартах. Песня «Can We Fix It» Bob the Builder, персонажа детской программы (к слову самый продаваемый сингл в Великобритании в 2000 году), прервала череду хитов № 1 ирландского бой-бенда. На очередной церемонии вручения музыкальных премий Brit Awards в феврале 2001 года участники Westlife получают свою награду как «Лучшие поп-исполнители», а также номинируются в категориях «Международный прорыв года» и «Лучшая международная группа». На первой церемонии Meteor Music Awards в родной Ирландии Westlife также признаются «Лучшими поп-исполнителями». Кстати, на сегодняшний момент участники группы являются единственными обладателями награды в этой номинации, ежегодно одерживая здесь победу.
В марте 2001 года, специально для благотворительной организации Comic Relief, группа выпускает сингл «Uptown Girl». Композиция, которую в оригинале исполнил Билли Джоэл, стала восьмым синглом № 1 для Westlife в Великобритании. В клипе на песню приняла участие Клаудиа Шиффер. Архивная копия от 9 мая 2018 на Wayback Machine За пределами Соединённого Королевства в поддержку альбома «Coast To Coast» звукозаписывающая компания выпускает синглы «I Lay My Love on You» и «When You’re Looking Like That», неплохо принятые в Европе и странах Азии. В том же 2001 году Westlife отправляются в своё первое мировое турне.
Ноябрь 2001 года ознаменуется выходом третьего студийного альбома группы, названного «World of Our Own». Синглы в его поддержку «Queen of My Heart» и «World of Our Own» занимают верхнюю строчку британского чарта в ноябре 2001 и феврале 2002 года соответственно. 20 февраля 2002 года Westlife получают свою вторую награду Brit Awards, второй год подряд признаваясь «Лучшими поп-исполнителями». Весной 2002 года выходит сингл «Bop Bop Baby» — последний из альбома «World Of Our Own». В Official UK Chart он поднимается до 5 позиции. А Westlife отправляются во второе мировое турне — «World Of Our Own Tour».

## Greatest Hits — Брайан покидает группу (2002—2004)

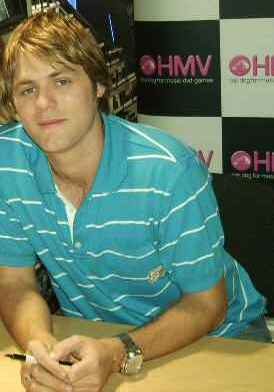
Брайан Макфадден

В конце 2002 года выходит сборник лучших песен группы — «Unbreakable - The Greatest Hits Vol. 1», включающий, кроме собственно старых хитов, ещё 6 абсолютно новых песен, среди которых выделяется «Unbreakable», ставшая одиннадцатым синглом № 1. Ещё две песни, включённые в двойной сингл «Tonight/Miss You Nights», в марте 2003 года достигают третьего места в хит-параде Соединённого Королевства.
Следом стартует «The Greatest Hits Tour» — третий мировой гастрольный тур Westlife, по завершении которого группа приступает к записи очередного студийного альбома. Предваряя его релиз, в сентябре 2003 года выходит сингл «Hey Whatever» (№ 4 в Official UK Single Chart).
Пятый альбом группы, «Turnaround», вышел в ноябре 2003 года. Но сначала, очередной сингл группы — «Mandy», (кавер-версия песни Барри Манилоу), становится уже двенадцатым хитом № 1 для Westlife и оборачивается третьей наградой «Запись года». Выход сингла стал величайшим прорывом в истории британского хит-парада (с 200 на 1 место). При этом, малое количество записей попало на прилавки за день до официального релиза, и продажи сингла успели попасть в статистику предшествующей недели.
Баллада «Obvious», вышедшая в качестве последнего сингла из альбома (№ 3 в Official UK Single Chart), стала последней записью ирландского бой-бэнда в прежнем составе. 9 марта 2004 года за три недели до нового гастрольного тура Брайан Макфадден объявил, что покидает группу, дабы проводить больше времени со своей женой и ребёнком. Позднее он начнёт сольную карьеру и выпустит 3 альбома («Irish Son», «Set In Stone» и «Wall Of Soundz»). Менее чем через месяц после ухода Брайана оставшиеся члены группы, уже в качестве квартета, отправляются в новое турне — «Turnaround Tour».

## Allow Us to Be Frank— юбилей Westlife (2004—2009)
Уход Брайана из группы, по словам Марка Фихили, стал тяжёлым испытанием для ирландской команды, записывающей новый альбом.

«Это было непонятное время в нашей карьере, правда. Я не ищу оправдания (…), но Брайан только что ушел, и все крутилось вокруг мысли — это не может быть просто какой-то посредственный поп-альбом, (…) и когда мы впервые услышали идею, подумали: раз Робби (Уильямс с альбомом Swing When You're Winning — прим. авт.) сделал это, то почему бы нам просто не придумать наш собственный маленький поворот вместо того, чтобы делать что-то банальное?»

Вышедший в конце 2004 года трибьют-альбом Allow Us to Be Frank, включающий классические композиции Френка Синатры, Дина Мартина и других исполнителей эпохи Рэт Пак, достиг третьего места в британском хит-параде.
Февраль-апрель 2005 года проходят для Westlife и их поклонников под знаком «The Number One Tour». В британской части нового музыкального турне на разогреве у ирландцев выступала Алсу.
В октябре 2005 года выходит кам-бэк сингл группы. «You Raise Me Up» поднялся на вершину британского хит-парада, став четвёртой по счёту «Записью года» и тринадцатым синглом № 1 для музыкальной группы. Почти одновременно состоялся релиз «Face To Face» — очередного студийного альбома ирландцев. Альбом получил мультиплатиновый статус в Великобритании. Кроме этого «Face To Face» стал самым продаваемым альбомом Sony BMG Entertainment в 2005 году. В декабре этого же года выходит сингл «When You Tell Me That You Love Me» — дуэт с американской певицей Дайаной Росс (№ 2 в британском хит-параде), а в феврале 2006 года третий и последний сингл из альбома «Face To Face» — «Amazing», достигший четвёртой строчки. Далее — привычный гастрольный тур в поддержку альбома, примечательный, впрочем, тем, что Westlife впервые выступили с концертом в Китае.

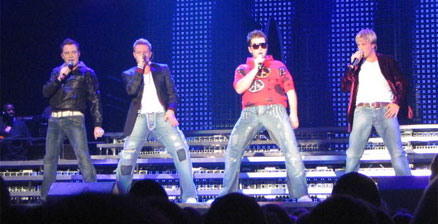
Westlife на концерте в 2006 году

В конце 2006 года состоялось подписание контракта с Sony BMG на выход ещё пяти новых альбомов. Первым из них стал The Love Album — альбом кавер-версий популярных песен о любви. Новый релиз ирландцев моментально поднялся на первое место хит-парада Великобритании. Однако перед этим группа обзавелась 14 синглом № 1 — «The Rose», в Великобритании сравнявшись по этому показателю с Клиффом Ричардом и уступая лишь The Beatles (17 синглов № 1) и Элвису Пресли (21).
В Соединённом Королевстве «The Love Album» стал восьмым в списке альбомов-бестселлеров 2006 года. Его продажи только в Великобритании составили более миллиона экземпляров. «The Love Tour», последовавший в поддержку альбома, прокатился по городам Великобритании и Ирландии, а также Южной Африки и Австралии.
5 ноября 2007 года Westlife порадовали поклонников выходом нового студийного альбома «Back Home». Включающий 9 новых песен и 3 кавер-версии, он дебютировал на первом месте британского хит-парада, оставаясь в тройке лидеров в течение 8 недель. «Home» — первый сингл из нового альбома достиг третьей строчки в Соединённом Королевстве. 3 марта 2008 года вышел второй сингл из альбома «Back Home». «Us Against The World» поднялся лишь до восьмой строчки в Великобритании. Во многом это объясняется тем, что песня стала официально доступной для скачивания за неделю до релиза на физическом носителе, что, в итоге, подпортило статистику группе, до этого неизменно попадавшей в Top 5. «Something Right», ещё одна песня из нового альбома, вышла в качестве сингла в некоторых европейских странах (за исключением Великобритании) и в Азиатско-Тихоокеанском регионе.
15 декабря 2007 года парни приняли участие в «The Westlife Show» на канале ITV. Группа исполнила свои лучшие песни, а также ряд композиций из нового альбома. Накануне премьеры передачи, поклонники группы проголосовали на официальном сайте за самый любимый сингл Westlife, поднявшийся до первого места в британском хит-параде. Результаты распределились следующим образом: 5 место — «If I Let You Go», 4 — «Unbreakable», 3 — «You Raise Me Up», 2 — «World Of Our Own», 1 — «Flying Without Wings».
2008 год стал юбилейным для Westlife. Под лозунгом 10 Years Of Westlife прошёл новый гастрольный «Back Home» тур, частью которого стал грандиозный концерт на стадионе Croke Park в Дублине 1 июня 2008 года, на котором присутствовало более 82 тысяч человек. А 16 июня издательство HarperCollins UK выпускает автобиографию группы «Westlife - Our Story», приуроченную к 10-летию творческого пути ирландского музыкального коллектива.

## Последние альбомы на Syco Music: разрыв с Саймоном Коуэллом (2009—2011)
30 ноября 2009 года после творческого отпуска группы вышел новый альбом Westlife Where We Are (№ 2 в UK Album Chart), в Великобритании получивший мультиплатиновый статус. Новый материал группы несколько отличается от прошлых работ ирландского коллектива, но не теряет при этом высокого качества, присущего музыке Westlife, преследуя при этом цель «найти новых слушателей, порадовать старых поклонников». Несмотря на 12 новых песен, дебютным синглом из нового альбома стала единственная кавер-версия. Хит Криса Дотри «What About Now» в исполнении Westlife достиг второй строчки британского хит-парада, уступив лидерство песне «Fight for This Love» британки Шерил Коул. Продажи сингла в Великобритании составили более 200 тысяч экземпляров, что соответствует серебряному статусу. Выход второго сингла, изначально запланированный на весну 2010 года, так и не состоялся.
11 декабря 2009 года участники Westlife исполнили песню «You Raise Me Up» на концерте, посвящённом американскому президенту Бараку Обаме в связи с вручением ему Нобелевской премии мира. Накануне выступления ирландская четвёрка имела возможность лично пообщаться с американским лидером.
В конце января 2010 года участники группы вместе с Робби Уильямсом, Сьюзан Бойл, Мэрайей Кэри, Кайли Миноуг и другими звёздами приняли участие в записи благотворительного сингла «Everybody Hurts», сборы с продаж которого были перечислены людям, пострадавшим от последствий разрушительного землетрясения на Гаити в январе 2010 года. Релиз «Everybody Hurts» в Великобритании состоялся 7 февраля. 3 мая 2010 года ирландская радиостанция 2FM объявила «День Westlife». Участники группы в течение 8 часов работали диджеями в дублинской студии, попутно общаясь с поклонниками, звонившими в прямой эфир. А за день до этого стартовало новое гастрольное турне Westlife в поддержку альбома Where We Are. Группа проехала с концертами по городам Великобритании и Ирландии, а в августе состоялось выступление на Фарерских островах.
Gravity — одиннадцатый по счёту альбом Westlife — вышел 22 ноября 2010 года. К записи нового лонгплея, работа над которым началась ещё до завершения гастрольного тура, был привлечён именитый музыкальный продюсер Джон Шэнкс, известный, в том числе, и по работе с группой Take That. Заявленная в качестве ведущего сингла песня «Safe» вышла в Ирландии 12 ноября 2010 года, а 14 ноября новый сингл поступил в продажу в Великобритании. В тот же день группа выступила на британском шоу The X Factor. «Safe» остался единственным синглом из альбома Gravity.
Последнее обстоятельство, а также, по мнению музыкантов группы, недостаточная поддержка последнего альбома со стороны лейбла SyCo Music, привело к тому, что 13 марта 2011 года Westlife объявили о том, что покидают Саймона Коуэлла и переходят в стан RCA Records.

В интервью британскому таблоиду The Sun Никки Бирн дал оценку ситуации:
«Мы подписали контракт с Саймоном в 1998 году, и он был великолепен, но затем принялся за развитие шоу X Factor и American Idol. Саймон сделал себя знаменитым и его интересы теперь немного стороной обходили Westlife. Честно говоря мы уже чувствовали некоторую нелюбовь со стороны Саймона Коуэлла.»
Уже в Твиттере Никки добавил: «…мы покидаем Syco records после фантастических 13 лет. Но пришло время для перемен, и это невероятно волнующе.» 

Марк Фихили согласился с партнёром по группе:
«Да, Gravity — наш последний альбом, записанный вместе с Саймоном Коуэллом на его лейбле. Мы любим и уважаем его и благодарим за его вклад в Westlife. Пришло время для новой главы. Мы ещё очень молоды и у нас ещё осталось много энергии для будущего! Новый лейбл, новый жизненный виток!»

## Второй сборник Greatest Hits и прощальное турне (2011—2012)
Весной 2011 года группа вернулась к гастрольной деятельности: 7 марта 2011 года стартовал Gravity Tour с выступления на Motorpoint Arena в городе Кардифф, Уэльс. В рамках турне на разогреве у Westlife выступала девичья поп-группа Wonderland — протеже Киана Игана и Луиса Уолша.
В июне 2011 года было объявлено о грядущем выпуске второго сборника лучших песен Westlife. А в сентябре стала известна точная дата релиза: 21 ноября 2011 года. Издание вышло в двух версиях: простом однодисковом и специальном, которое, помимо диска с прежними хитами Westlife и рядом новых песен, включало в себя дополнительный CD, а также DVD с коллекцией видеоклипов группы. Предварял выход альбома новый сингл «Lighthouse», авторами которого стали Джон Шэнкс и Гэри Барлоу, участник группы Take That.
19 октября 2011 года, незадолго до выхода вторго сборника Greatest Hits, участники Westlife на своём официальном сайте объявили, что после грядущего гастрольного тура группа прекратит своё существование:
После 14 лет, 26 хитов, вошедших в Топ 10, включая 14 синглов № 1, 11 альбомов, вошедших в Топ 5, 7 из которых достигли первой строчки и 44 миллионов экземпляров музыкальных записей, проданных по всему миру, 10 туров-бестселлеров и бесчисленных воспоминаний, которыми мы вечно будем дорожить, сегодня мы объявляем, что планируем расстаться и идти своей дорогой после выхода этим Рождеством коллекции лучших песен и прощального турне в следующем году. Мы приняли это решение полюбовно: проведя вместе всю нашу взрослую жизнь мы хотим получить заслуженный отпуск и заняться новыми начинаниями. Мы видим этот сборник лучших песен и прощальный тур как идеальный способ отпраздновать нашу невероятную карьеру вместе с фанатами. Мы действительно с нетерпением ждем начала гастролей, чтобы в последний раз встретиться с нашими поклонниками.
  На протяжении многих лет Westlife стала для нас большим чем просто группой. Westlife являются семьёй. Мы хотели бы поблагодарить наших поклонников, которые были с нами в этом удивительном путешествии и тоже являются частью нашей семьи. Мы никогда не думали, когда начинали в 1998 году, что 14 лет спустя мы все еще будем записывать песни, гастролировать и делать хиты вместе с вами. Это была мечта, ставшая реальностью для всех нас.
Greatest Hits Tour — последний гастрольный тур Westlife — стартовал в феврале-марте 2012 года концертами в Китае и Гонконге. Европейская часть прощального тура началась 10 мая 2012 года с выступления в Кардиффе, Уэльс, и завершилась двумя концертами на стадионе Кроук Парк в Дублине 23 июня 2012 года. Ряд европейских кинотеатров вели прямую трансляцию прощального шоу Westlife.

## Без Westlife (2012—2018)
Брайан Макфадден, как уже отмечалось выше, запустил сольный проект сразу после ухода из Westlife в 2004 году. Первый альбом Брайана «Irish Son» неплохо продавался в родной Ирландии, однако в Великобритании продажи оказались недостаточно высокими, даже несмотря на то, что дебютный сольный сингл Брайана «Real to Me» даже покорил UK Singles Chart.
Далее последовал временный переезд в Австралию, где на своём лейбле BMF Records, Брайан записывает ещё два альбома «Set in Stone» (2008) и «Wall Of Soundz» (2010). Последней на сегодняшним день записанной пластинкой стал лонгплей «The Irish Connection» (2013), записанный уже после возвращения на острова Туманного Альбиона (2013) и состоящий из кавер-версий песен популярных ирландских исполнителей.
Шейн Файлан заявил о своём банкротстве через месяц после распада группы. Причиной этого стали финансовые проблемы специализирующейся на сделках с недвижимостью компании Shafin Developments — совместном предприятии Шейна Файла и его брата. Тем не менее, Шейн воспользовался своим «вторым шансом», запустив относительно неплохую сольную карьеру. Дебютный сольный альбом экс-участника группы «You and Me» (2013) вышел через год после распада Westlife достиг 6 строчки британских чартов и 3 позиции национального хит-парада Ирландии. Второй альбом «Right Here» вышел в сентябре 2015 года и покорил Irish Album Chart, в Великобритании релиз достиг 11 строчки. Выход третьего альбома, получившего название Love Always, состоялся в 2017 году.
Марк Фихили, теперь известный как Маркус Фихили, тоже занялся сольной карьерой. Дебютный сингл «Love Is a Drug» вышел в апреле 2015 года, а в октябре состоялся выход полноценного альбома «Fire», который достиг второй строчки в Ирландии, в Великобритании релиз оказался на 25 позиции. В конце 2017 года состоялся релиз мини-альбома «Christmas».
Киан Иган после распада группы стал частым участником телевизионных проектов, в частности являлся судьёй «The Voice of Ireland» (аналог шоу «Голос»), в 2013 году стал победителем 13 сезона британского шоу «I’m a Celebrity…Get Me Out of Here!». Свой сольный альбом «Home» Киан выпустил в марте 2014 года. Релиз неплохо показал себя в музыкальных чартах, достигнув 2 строчки в Ирландии, 9 — в Великобритании.
Никки Бирн после распада Westlife стал ведущим различных теле- и радио проектов, являлся глашатаем Евровидения от Ирландии, пока, наконец, в 2016 году сам не был призван представлять свою страну в этом музыкальном конкурсе с песней «Sunlight». Тем самым Никки положил старт своей сольной карьеры. Выход дебютного альбома состоялся в мае 2016 года.

## Возвращение (2018 — настоящее время)
23 сентября 2018 года ряд британских и ирландских новостных интернет-изданий сообщили о скором и неизбежном воссоединении группы, планах записи нового альбома и грядущем гастрольном туре, намеченном на лето 2019 года. Слухи о возвращении ирландского коллектива на поп-сцену циркулировали давно, но всегда оставались только лишь слухами. Теперь же в сообщениях СМИ появилась уже конкретная информация, согласно которой группа воссоединяется в формате образца 2004—2012 гг. (то есть после ухода Брайана Макфаддена). Согласно тем же новостным данным, к созданию песен для камбэк-альбома приложил руку Эд Ширан. И уже через полторы недели — 3 октября 2018 года — Шейн Файлан, Киан Иган, Марк Фихили и Никки Бирн подтвердили информацию о возвращении Westlife.
Выход камбэк-сингла «Hello My Love» состоялся 10 января 2019 года. Песня, написанная Эдом Широном и Стивом Маком (в своё время, приложившим руку к таким хит-синглам группы, как «Swear It Again», «Flying Without Wings», «World Of Our Own») стала первой записью группы за 7 лет.

## Дискография
- Westlife (1999)
- Coast to Coast (2000)
- World of Our Own (2001)
- Unbreakable - The Greatest Hits Vol. 1 (2002)
- Turnaround (2003)
- Allow Us to Be Frank (2004)
- Face to Face (2005)
- The Love Album (2006)
- Back Home (2007)
- Where We Are (2009)
- Gravity (2010)
- Greatest Hits (2011)
- Spectrum (2019)
- Wild Dreams (2021)

## Книги
- Westlife: Our Story[англ.]